# Mode under 1890-talet

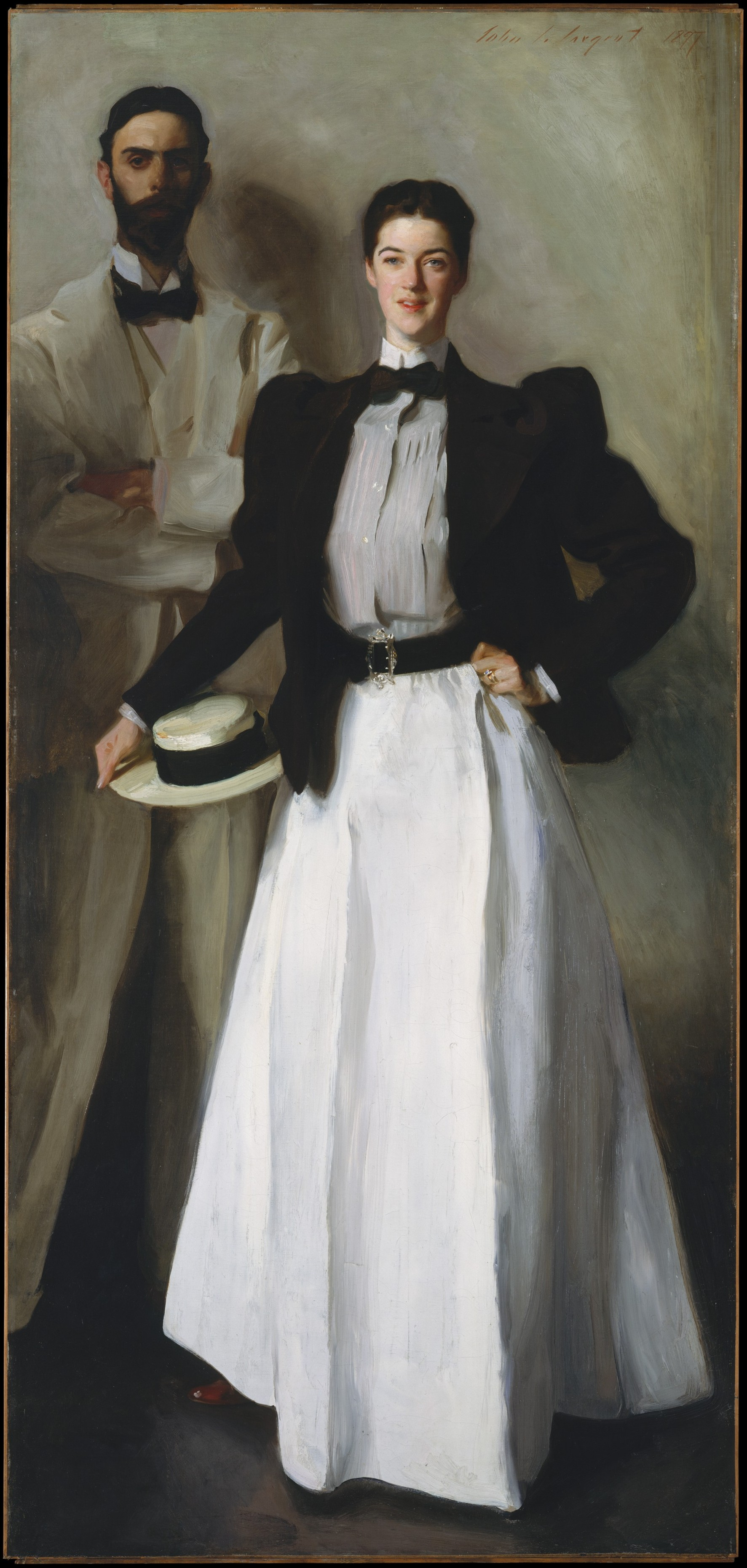

Mode under 1890-talet syftar på modet under perioden mellan 1890 och 1899. Under denna tid följdes modet inte enbart av Västvärlden utan även utanför Västvärlden. Modet dikterades dock under denna tid fortfarande från Europas modeindustri. 

## Dammode

### Klädedräkt
Under 1890-talet förenklades dammodet och alla typer av ställningar som burits under kjolen de senaste fyrtio åren försvann, men korsetten utgjorde fortfarande ett mål för kritik från reformdräktrörelsen, och fårbogsärmarna återkom i modet efter sextio år. 
Turnyren blev nu omodern och ersattes av en utställd kjol med naturlig vidd. Kjolen var inte rynkad i midjan utan bars slät och klockformad i en A-linje, och dekorerades gärna i fållen, särskilt i aftonklänningar, då man även bar släp. Modets fokus låg nu främst på livet. 
Livet var sytt med en spetsigt och lågt sittande midja, med en hög hals upp till hakan under dagtid och en vid båtringning till aftonklädsel. Båtrigningen var gärna inramad av en dekorerad krage. En populär modell var en isättning av spets som räckte ända upp till hakan och som kunde bäras över urringningen under dagtid.
Livet var hårt korsetterat i timglasfigur, vars snäva midja framhävdes av fårbogsärmarnas vida puffar. Fårbogsärmarna var en återkomst av 1830-talets vida puffärmar och även denna gång kunde man binda fast löstagbara armbindlar med stoppning under ärmen för att hålla ut puffen. Fårbogsärmarna blev moderna cirka 1892 och var som störst i mitten av årtiondet, innan de snäva ärmarna återkom 1897.
Under denna tid blev idrott en accepterad och populär sysselsättning för kvinnor, vilket ledde till utvecklingen av mer bekväma sport- och fritidskläder. 
En promenadkjol, rainy daisy, erbjöd en kortare och mer bekväm kjol att bäras till promenad och motion: "promenaddräkt" uppfattades vid denna tid som en sportdräkt, och blev massproducerad med kortare kjol, dräktjacka och gjord i tweed, och blev en första föregångare till den långt senare uppfunna dräkten. Sportkläderna innebar att byxor för första gången blev accepterat som kvinnoplagg, om än bara i ett specifikt sammanhang. Cykling blev populärt för kvinnor, och då ansågs byxkjol vara ett mer respektabelt alternativ än en kjol, som kunde flyga upp och visa benen offentligt. 
Kombinationen blus och kjol, som nu funnits i trettio år, blev under denna tid ett populärt alternativ till en klänning, ofta med en tillhörande bolerojacka, och klänning började nu betraktas som finklädsel medan kjol och blus bars till vardags. 
Ett populärt mode för kvinnliga intellektuella var att bära fluga, slips och herrhatt till sin jacka, kjol och blus. Dräktreformrörelsen fick nu sitt genomslag. Artistic dress blev ett accepterat alternativ till modedräkten, och reformlivet (en mer hälsosam version av korsetten) blev ett vanligare alternativ till korsetten. Den så kallade Tea gown, en lös modell som inte följde modet, var nu en accepterad klädsel för hemmabruk även för att ta emot gäster i, därav det namn den fick vid denna tid.

### Hår och huvudbonad
Vid mitten av årtiondet uppkom den typiska frisyren associerad med Gibson Girl: ett stort yvigt hår, borstat uppåt och uppsatt i knut mitt ovanpå huvudet. Hattarna var av blygsam storlek men växte och fick vidare brätten under årtiondets gång, även om kapotthatten fortfarande länge var accepterad som konservativt alternativ. Den lilla platta halmhatten som tidigare hade burits enbart av män till fritidsklädsel, blev under 1890-talet enormt populär även för kvinnor.   

### Bildgalleri

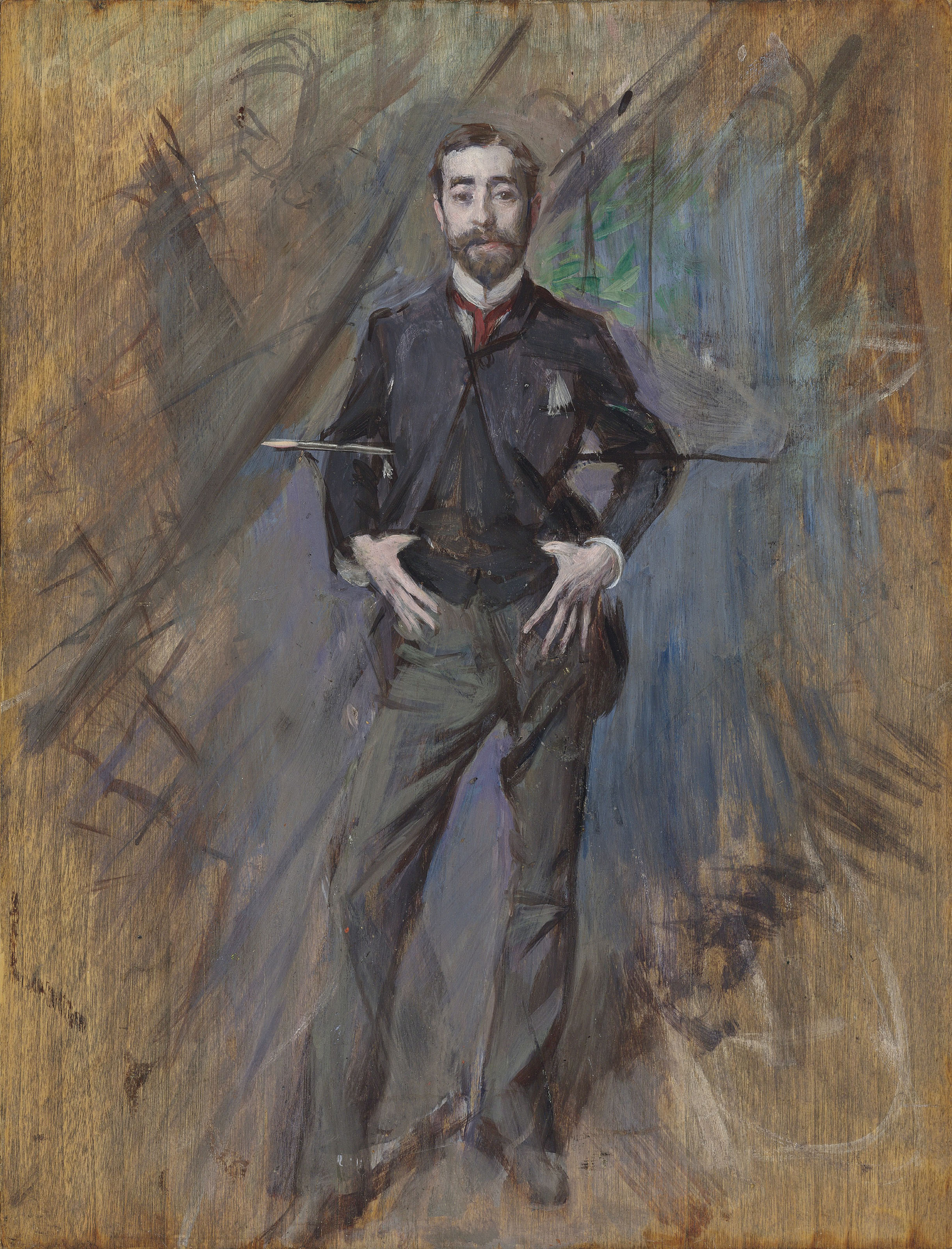
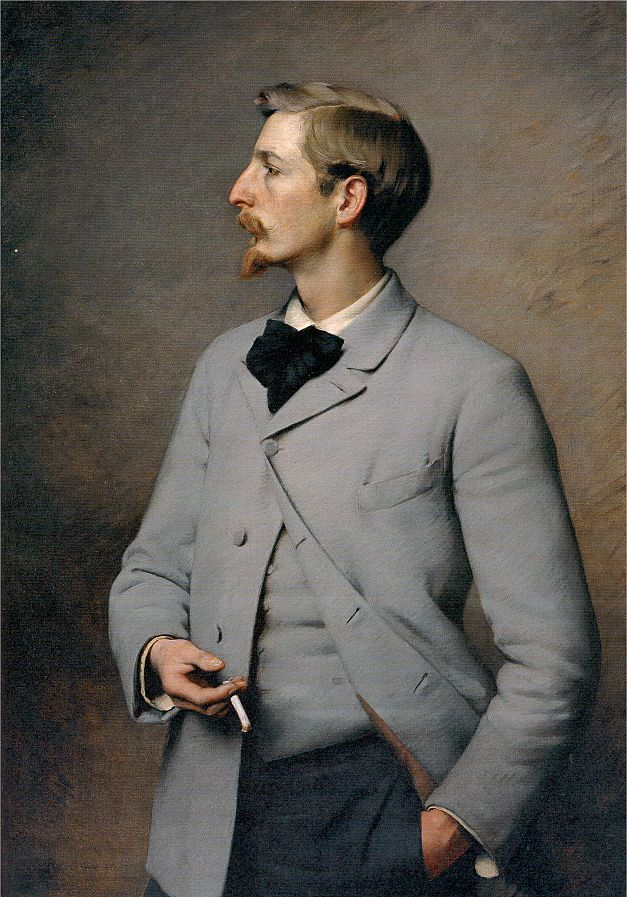

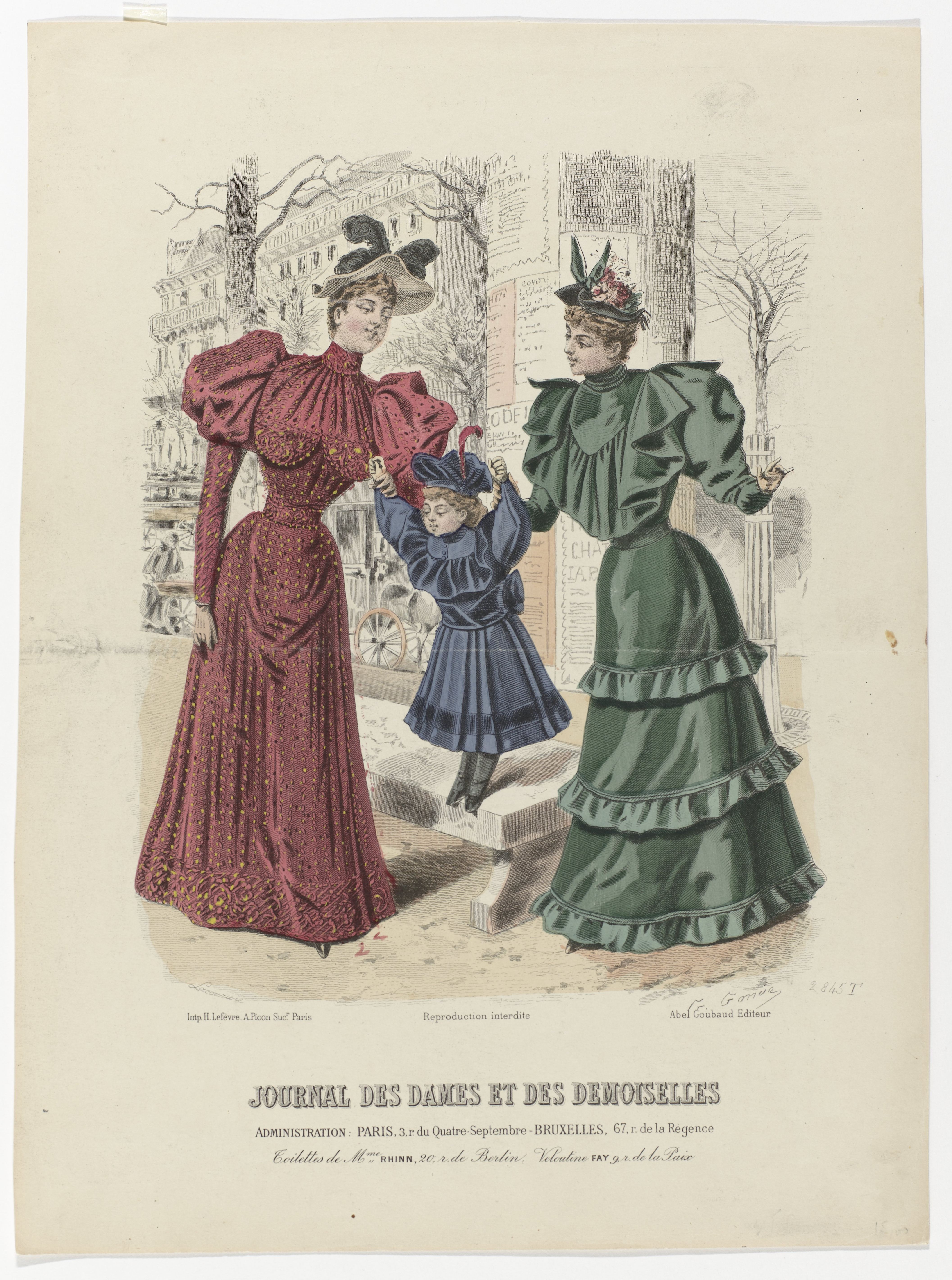
Journal des Dames et des Demoiselles, 1893
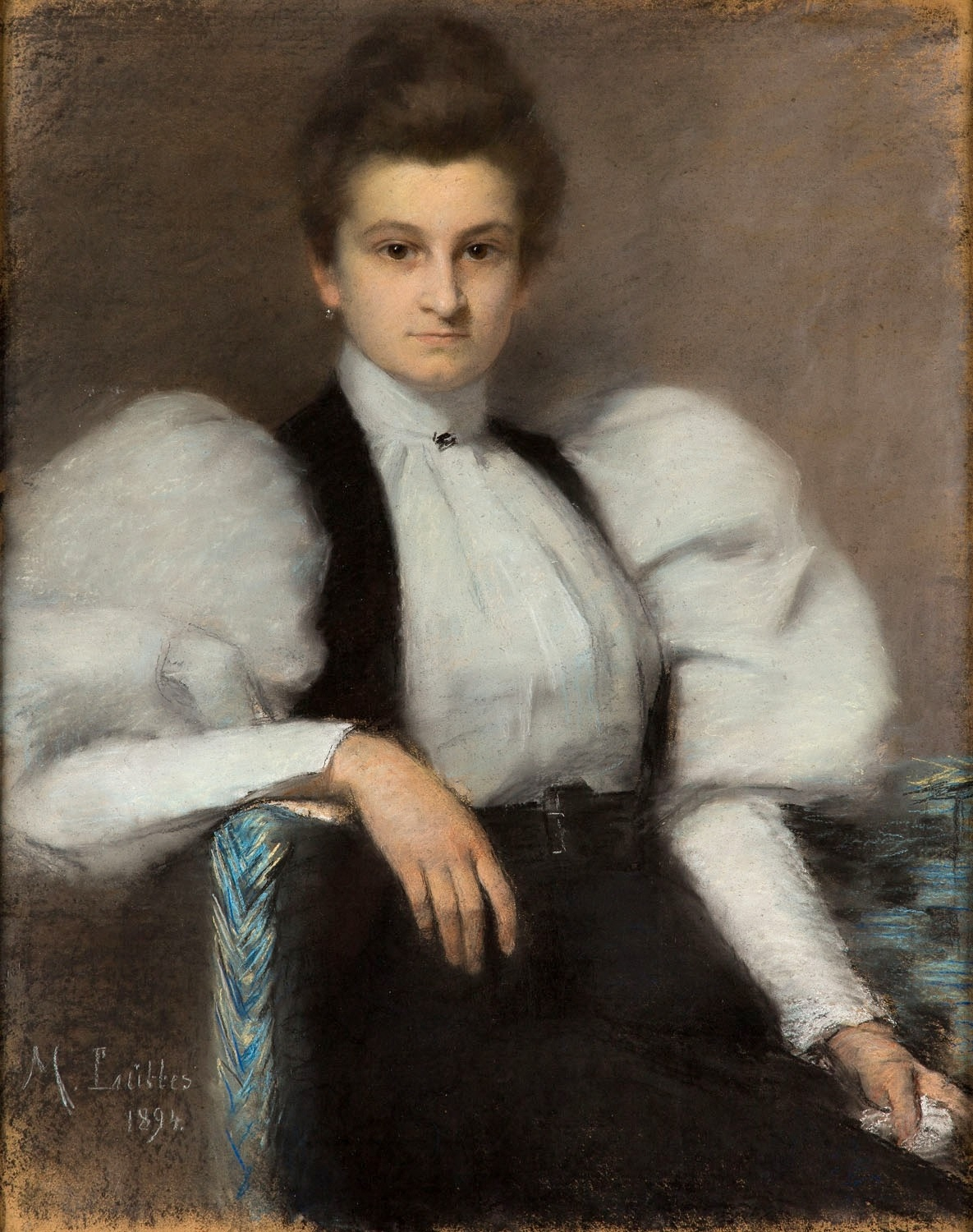
1894
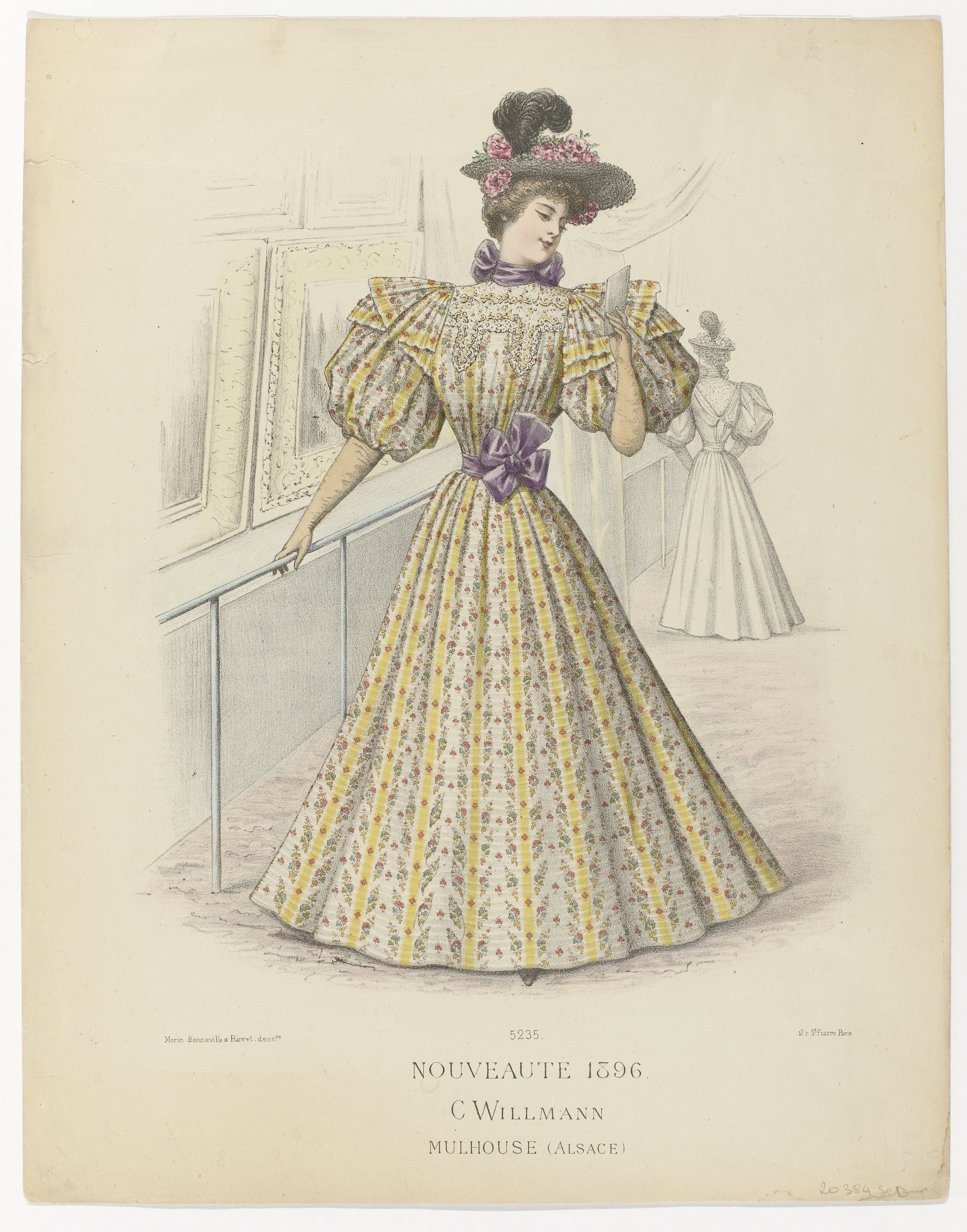
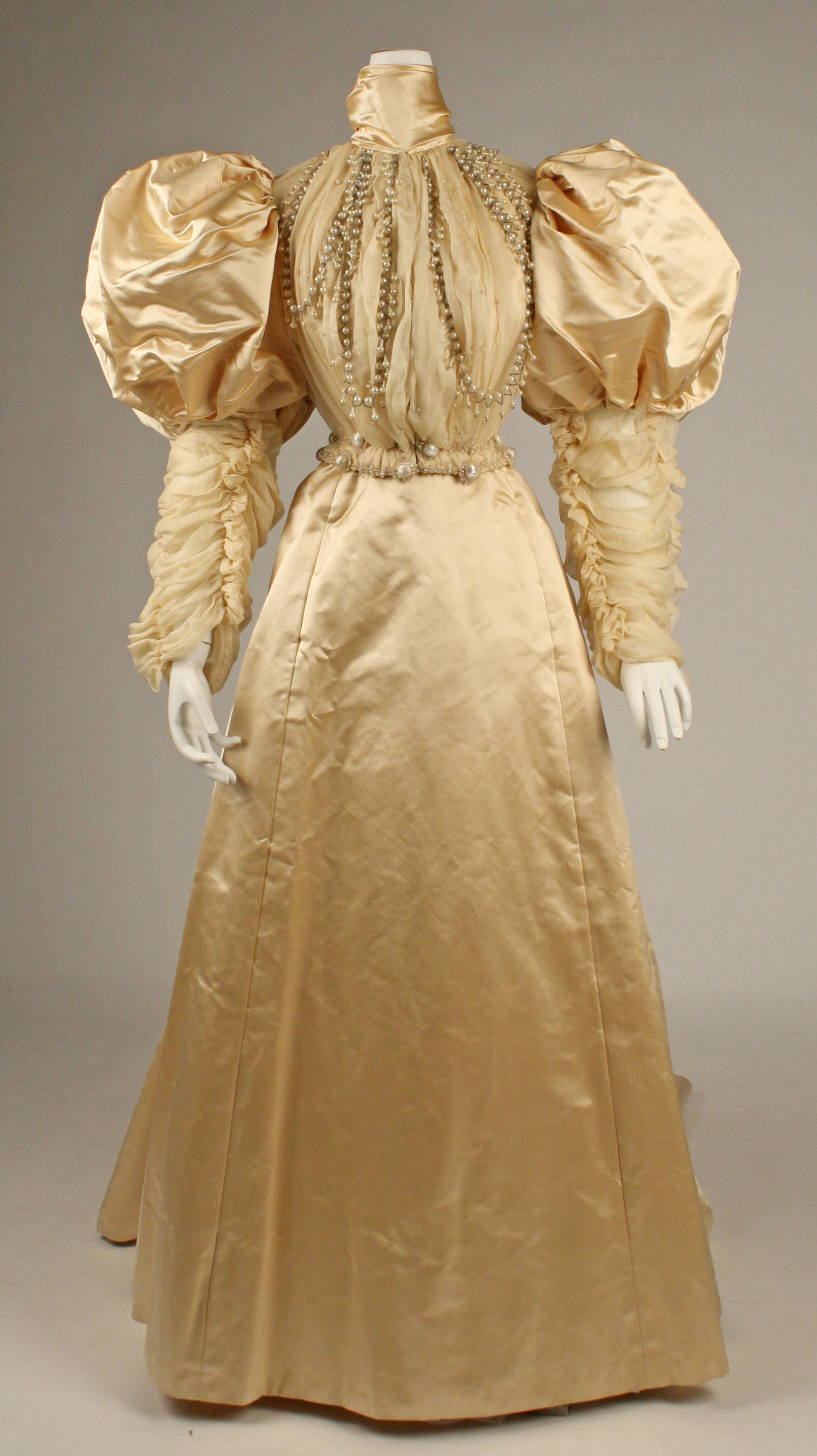
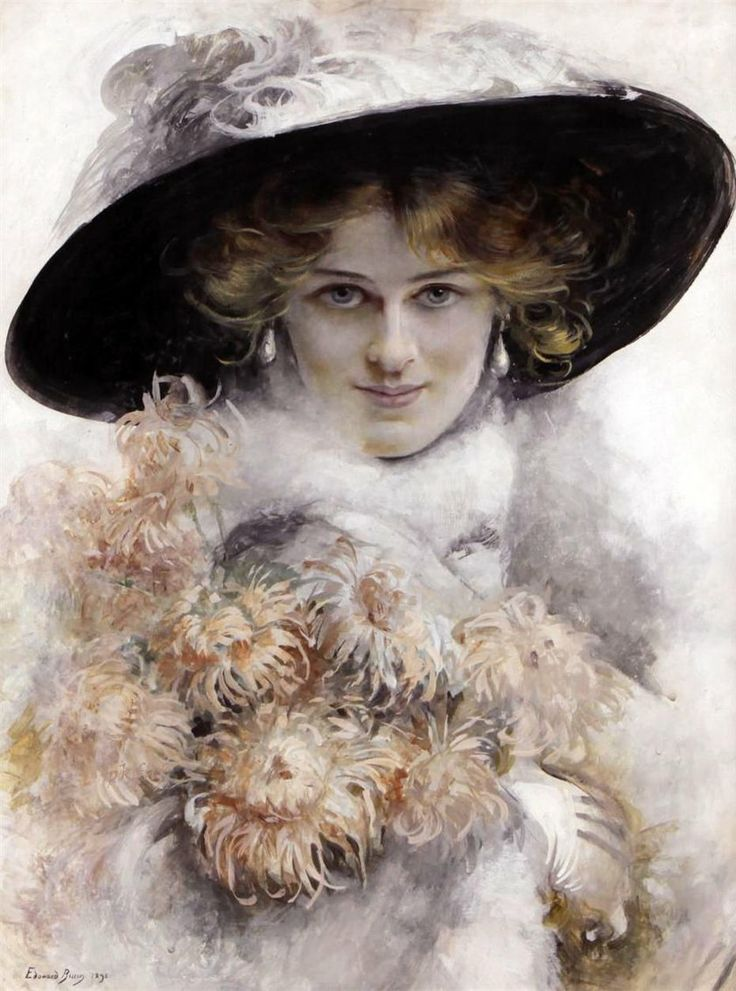
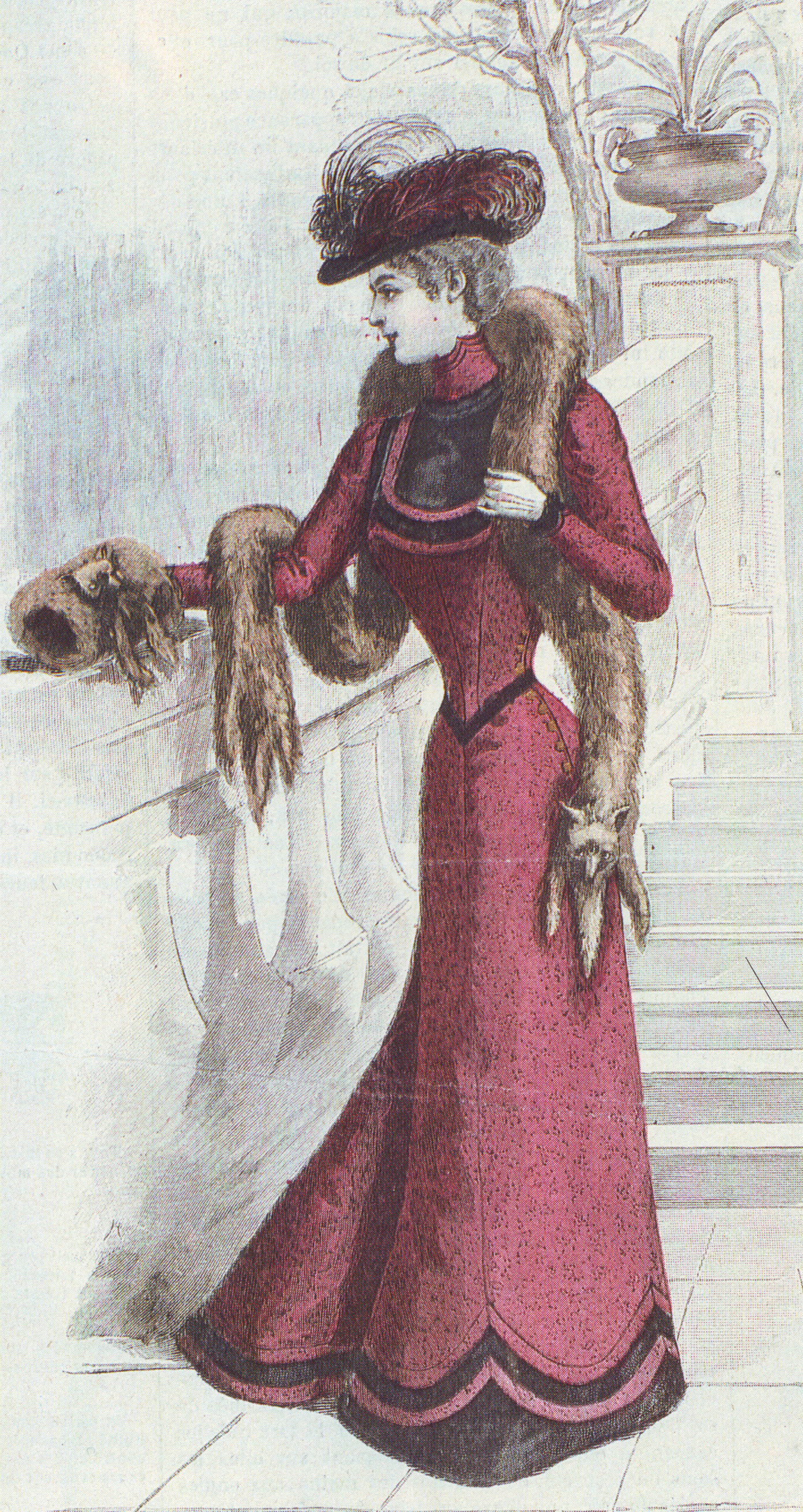
1899

## Herrmode

### Klädedräkt
Skjortans krage var fortfarande ofta stående, men ett alternativ var den nedvikta kragen. 
Den tredelade kostymens enkelknäppta kavaj var fortfarande höghalsad, knäpptes högt upp och hade smala slag. 
Flugan upplevde en stor popularitet under just 1890-talet och var en utmärkande detalj i herrmodet då, även om slipsen hade blivit standard. Flugan kunde liksom slipsen ha en kontrasterande färg och vara mer färgrik. 
Frack användes som formell festklädsel och smoking som informell festklädsel. Blazern blev vid sidan av Norfolk jacket från och med nu ett populärt fritidsplagg, och bars gärna till påsiga vadlånga knäbyxor (knickerbockers). 

### Hår och huvudbonad
Den typiska frisyren var kortklippt och pomaderad; istället för helskägg bars nu gärna mustasch och pipskägg. Som huvudbonad bars plommonstopet och liknande mjuka filthattar: cylinderhattar förekom nu endast som tillbehör till festklädsel och andra högtidsdräkter. Precis i slutet av 1890-talet började homburghatten bli modern. Till fritid bars halmhatt.  

### Övriga källor
- Kybalova, L Den stora modeboken Folket i bilds förlag, Stockholm 1969
- Broby-Johansen, R., 1900-1987. - Kropp och kläder : [klädedräktens konsthistoria] / R. Broby-Johansen ; [övers.: Herbert Friedländer ; teckningar: Ebbe Sunesen] ; [dräkttermerna granskade av Björn Hallerdt].. - 1978 - 2., utök. uppl., 2. tr.. - ISBN 9129505976
- Gorsline, Douglas (1993[1952]). A history of fashion: a visual survey of costume from ancient times. London: Batsford
- Brown, Carolina (1991). Mode: klädedräktens historia genom fem sekler. Stockholm: Rabén & Sjögren
- Brown, Carolina (2005). Skönhetens mask ur den kroppsliga skönhetens historia. Enskede: TPB
- Jacobson, Maja (2009). Färgen gör människan: om färg, kläder och identitet från antiken till våra dagar. Stockholm: Carlsson
- Tydén-Jordan, Astrid (red.) (1987). Kungligt klädd, kungligt mode. Stockholm: Bergh